# مثيبة
إن كنت تبحث عن «مثيبة» (مدرسة دينية يهودية) راجع يشيفا
مثيبة قرية سعودية، تتبع مركز بني يزيد في محافظة الليث بمنطقة مكة المكرمة، تقع في شرق مدينة الليث بمسافة نحو (90) كم.